# Loxia pytyopsittacus

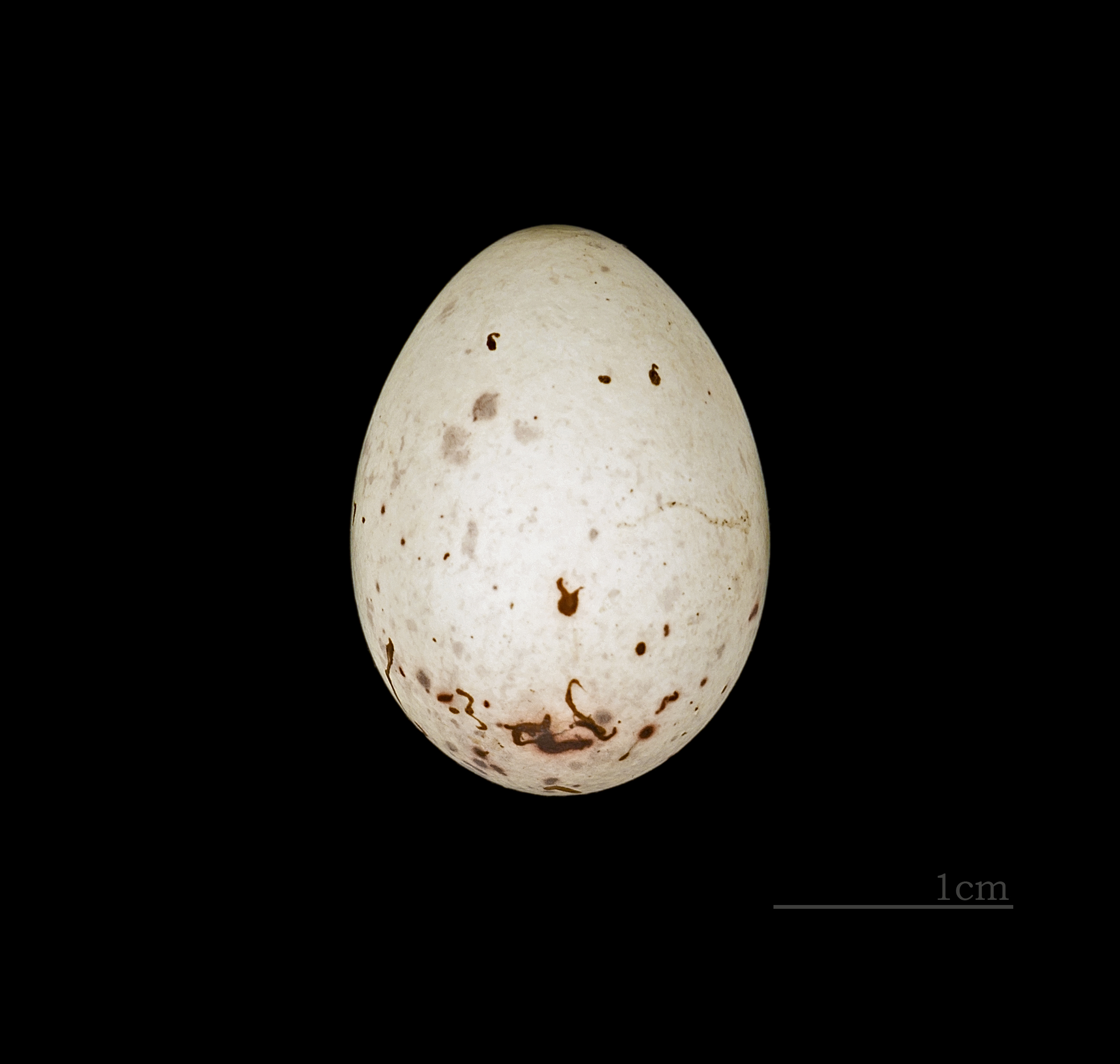
HuevoLoxia pytyopsittacus

El piquituerto lorito (Loxia pytyopsittacus) es una especie de ave paseriforme de la familia Fringillidae que vive en Europa nororiental.

## Descripción
Esta especie habita los bosques de coníferas del noroeste de Europa y del oeste de Rusia. Existe también una pequeña población en Escocia, causando dificultad para distinguirlo del piquituerto común y del endémico piquituerto escocés, los cuales se reproducen en la misma zona. 
Este piquituerto es principalmente residente, pero puede migrar hacia el sudoeste si escasea su fuente de alimento. La especie forma colonias fuera de la temporada de reproducción, la mayor parte de las veces junto a otros piquituertos. 
El piquituerto lorito se caracteriza por la mandíbula que se cruza a la altura del pico, lo cual le da su nombre coloquial en inglés. Se alimentan sobre las coníferas, y su forma de pico poco usual es una adaptación para ayudar a la extracción de las semillas del árbol. Su principal fuente de alimento es el pino silvestre. 
Los machos adultos suelen ser de color rojo o anaranjado, y las hembras de tonos verdes o amarillos, pero hay mucha variación. 
Es difícil diferenciar al piquituerto lorito del común y del escocés, ya que los plumajes son muy parecidos. Sin embargo, la cabeza y el pico son más largos que en cualquiera de las otras especies. El pico es más grueso que los de las especies relacionadas, y la mandíbula cruzada no es tan evidente. Se necesita un cuidado extremo para reconocer a estos piquituertos: probablemente su mayor distinción sea la llamada, un choop o tyuup más profundo y duro. 
Algunas poblaciones cuya alimentación se basa en pinos, que en la actualidad se consideran piquituertos comunes, pueden llegar a ser loritos o especies totalmente nuevas, pero a 2010 las investigaciones se encuentran en sus primeros pasos.